# Galatasaray SK
Galatasaray Spor Kulübü (Galatasaray) is een voetbalclub uit Istanboel, Turkije. De in 1905 opgerichte club is met afstand de meest succesvolle voetbalclub van Turkije,
Galatasaray is sinds de invoering van het betaald voetbal in 1959 met 25 landstitels, 19 nationale bekers en 17 Turkse supercup bekers recordhouder in Turkije. 
De grootste prestatie van de club was het winnen van de UEFA Cup en UEFA Super Cup in het seizoen 1999/00. De club schreef historie door als eerste - en tot nu toe enige - Turkse club een Europese hoofdprijs te pakken. Galatasaray heeft mede door de successen in Europa de meeste aanhangers in Turkije.
De club heeft vele bijnamen, zoals "Aslanlar" (De Leeuwen), "Cim Bom Bom", "Avrupa Fatihi" (veroveraars/overwinnaars van Europa) en "Sarı-Kırmızılılar" (Geel-Roden). Het team wordt buiten Turkije ook wel "Gala" genoemd, voornamelijk door Engelssprekenden.
De club is een omni-sportvereniging, naast het voetbal heeft de club ook afdelingen voor basketbal, volleybal, zwemmen, roeien, waterpolo en atletiek. De club heeft een beursnotering aan de Borsa Istanbul.
Galatasaray telt ook verschillende rivalen waarvan stadgenoot Fenerbahçe de grootste is. De wedstrijden tussen beide clubs staan bekend als een van de grootste derby's ter wereld.  De wedstrijden tussen de twee stadsgenoten worden ook wel "Intercontinentale Derby" genoemd. Dit vanwege het feit dat Galatasaray gevestigd is aan de Europese kant van Istanboel, terwijl Fenerbahçe haar thuisbasis aan de Aziatische kant van Istanboel heeft.

## Geschiedenis

### Oprichting

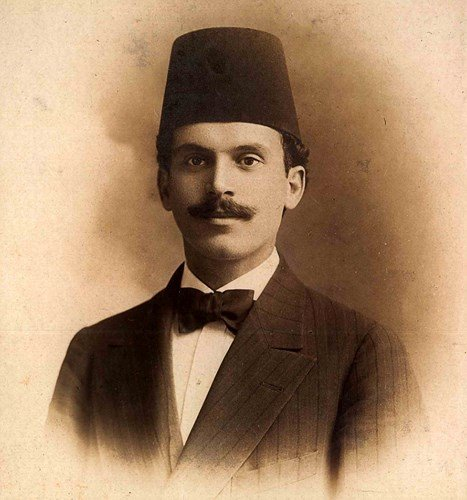
Oprichter Ali Sami Yen.

Leerlingen van het Galatasaray Lyceum maken dankzij de Engelsen en de Grieken rond 1900 kennis met voetbal. Alhoewel er veel animo is om net als de Engelsen en de Grieken te voetballen of een club op te richten, stranden veel pogingen.De Ottomaanse machthebbers hadden immers uit angst voor progressieve en nationalistische invloeden,  samenscholing, sportactiviteiten en bijeenkomsten voor haar burgers bij wet verboden.
Ali Sami Yen (geboren als Ali Sami Frashëri), een van de leerlingen van het Lyceum besluit na het zien van een wedstrijd tussen Engelsen in 1903, zijn medeleerlingen bijeen te roepen om een team te vormen. Alhoewel het Lyceum een baken van vrijheid en vooruitgang is, ziet de schoolleiding, bang voor de machthebbers, zich genoodzaakt om geen toestemming te geven voor dit initiatief. Een aantal leerlingen kunnen zich hier niet in vinden. Gefascineerd door het spel, het publiek, voetbalschoenen en tenues besluiten 13 leerlingen onder leiding van Ali Sami Yen om in het geheim een club op te richten met als doel : "In groepsverband voetballen, net als de Engelsen, in het bezit zijn van een kleur en een naam. Teams verslaan die niet Turks zijn". Op 20 oktober 1905 richten ze een team op en schrijven zich in voor de competitie van Istanboel, dat op dat moment maar uit 4 teams bestond.
Ali Sami Yen schrijft in zijn memoires dat hij en zijn medeoprichters de kleuren van de Turkse vlag als uitgangspunt nemen en een rood-wit tenue kiezen. Na de eerste wedstrijd (2-0 winst) worden de spelers van dit onbekend team aangesproken door agenten die de, in hun ogen te nationalistische rood-witte tenues in beslag nemen. Hierop kiest men later voor geel-donkerblauwe tenues. Na drie op rij verloren wedstrijden zijn de spelers ervan overtuigd dat de nieuwe kleuren ongeluk brengt. Daarom gaat men op zoek naar een nieuwe combinatie. Ali Sami Yen zou hier later het volgende over zeggen:
"Na een lange zoektocht kwamen we uit bij de stoffenwinkel van Şişman Yanko, in de wijk Fatih. Hier liet Yanko ons twee kleuren zien, een donkerrood, haast bordeaux en andere volle geel met een oranje tint. Toen hij de twee stoffen met één beweging naast elkaar legde leek het alsof we de schoonheid van een zangvogel met een rode kop en gele vleugels zagen. Het leek alsof we naar een vlam keken en daar een schouwspel van tinten rood en geel in zagen. Hopend dat onder het licht van de rood-gele vlam we vele overwinningen zouden beleven, kozen we voor deze combinatie. En zo is het precies gegaan"
De oprichters spelen met het idee om de nieuwe club Gloria (overwinning) of Audace (moed) te noemen. Echter, tijdens de eerste wedstrijd worden de spelers door de toeschouwers "Galata Saray Efendileri" ("Heren uit Galata Saray") genoemd. Hierop besluiten ze om hun team Galatasaray te noemen.

### Beginjaren

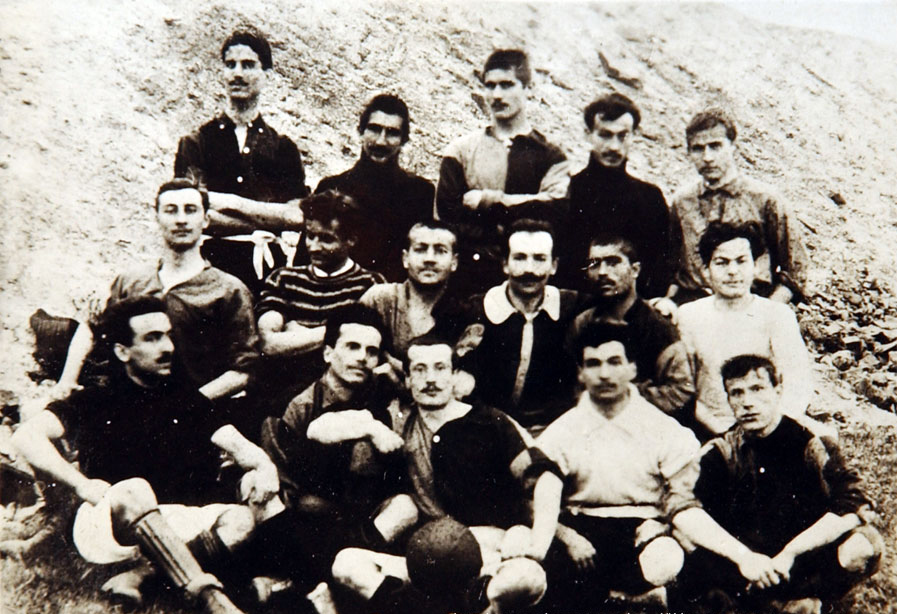
Eerste teamfoto Galatasaray 1906

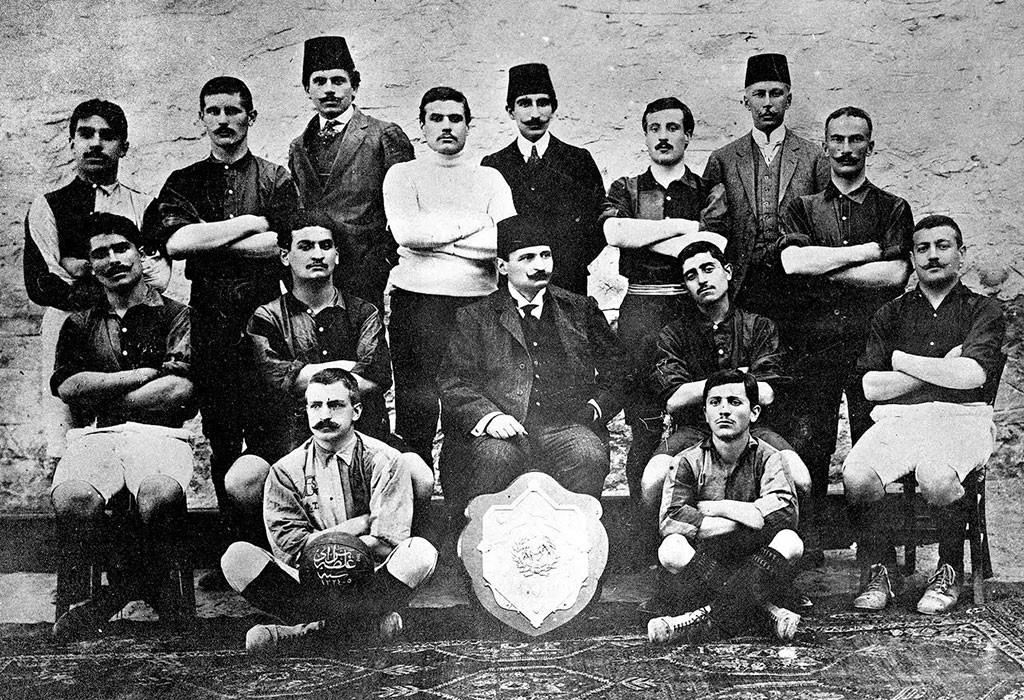
Galatasaray 1908-1909

Ondanks vele belemmeringen weet Galatasaray zich staande te houden tegen Engelse en Griekse teams. In 1908 is Galatasaray in Istanboel uitgegroeid tot een club met veel supporters. In hetzelfde jaar vindt de eerste transfer plaats. De Engelsman Horace Armitage wordt als speler en manager aangetrokken van Cadi-Keuy FC. Met Armitage wordt Galatasaray 3 jaar op rij kampioen.
Na de eerste kampioenschap nemen de spelers trots hun Cup mee naar de directeur van het Galatasaray Lyceum, die hen met open armen ontvangt en steun uitspreekt. In 1910 treedt een nieuwe Turkse club toe tot de competitie van Istanboel: Fenerbahçe. Alhoewel Galatasaray, Fenerbahçe in eerste instantie steun en zelfs spelers levert, zullen de enige twee Turkse clubs in de competitie en daarbuiten een felle concurrentie aangaan. Op 12 februari 1911 wordt de eerste Galatasaray-Fenerbahçe ooit gespeeld. Doordat 5 spelers van Galatasaray de oversteek met de boot vanuit de Europese kant naar de Aziatische kant van Istanboel niet kunnen maken vanwege een sterke wind, speelt Galatasaray met 7 man tegen het elftal van Fenerbahçe. Galatasaray wint met 7-0 en de eerste kiemen van een lange strijd worden gelegd. Door de successen groeit Galatasaray snel uit tot de beste Turkse club in de competitie van Istanboel. Buitenlandse teams die Istanboel bezoeken kloppen dan ook als eerste bij Galatasaray aan voor een wedstrijd. Op 1 mei 1911 speelt Galatasaray tegen het Hongaarse Klojvar de eerste wedstrijd tegen een buitenlands team (2-2). In hetzelfde jaar speelt Galatasaray de eerste wedstrijd op vreemde bodem in en tegen Boekarest (1-11 winst). Een paar maanden later is de eerste transfer naar het buitenland een feit. Sabri Mahir verruilt Galatasaray voor Olimpic Paris.
Door de resultaten tegen buitenlandse teams heeft Galatasaray genoeg zelfvertrouwen en middelen om de strijd met Europese teams aan te gaan. Een lange tour door Europa is hiervan het resultaat. Galatasaray treedt aan tegen teams zoals Bochum, Karlsruhe en Praag.

### Eerste Wereldoorlog
Op 28 juli 1914 breekt de oorlog uit en de spelers van Galatasaray verruilen de voetbalvelden voor het front om het vaderland te dienen. Vele spelers zullen de oorlog niet overleven. Het Ottomaanse Rijk komt met een nederlaag uit de oorlog waardoor Istanboel en grote delen van Turkije worden bezet door de geallieerden. Alhoewel er vele wedstrijden gespeeld worden tegen Engelse en Franse militaire gelegenheidsteams zal het jaren duren voordat Galatasaray weer een rol van betekenis kan spelen.

### Jaren 20

Oorspronkelijke logo Galatasaray

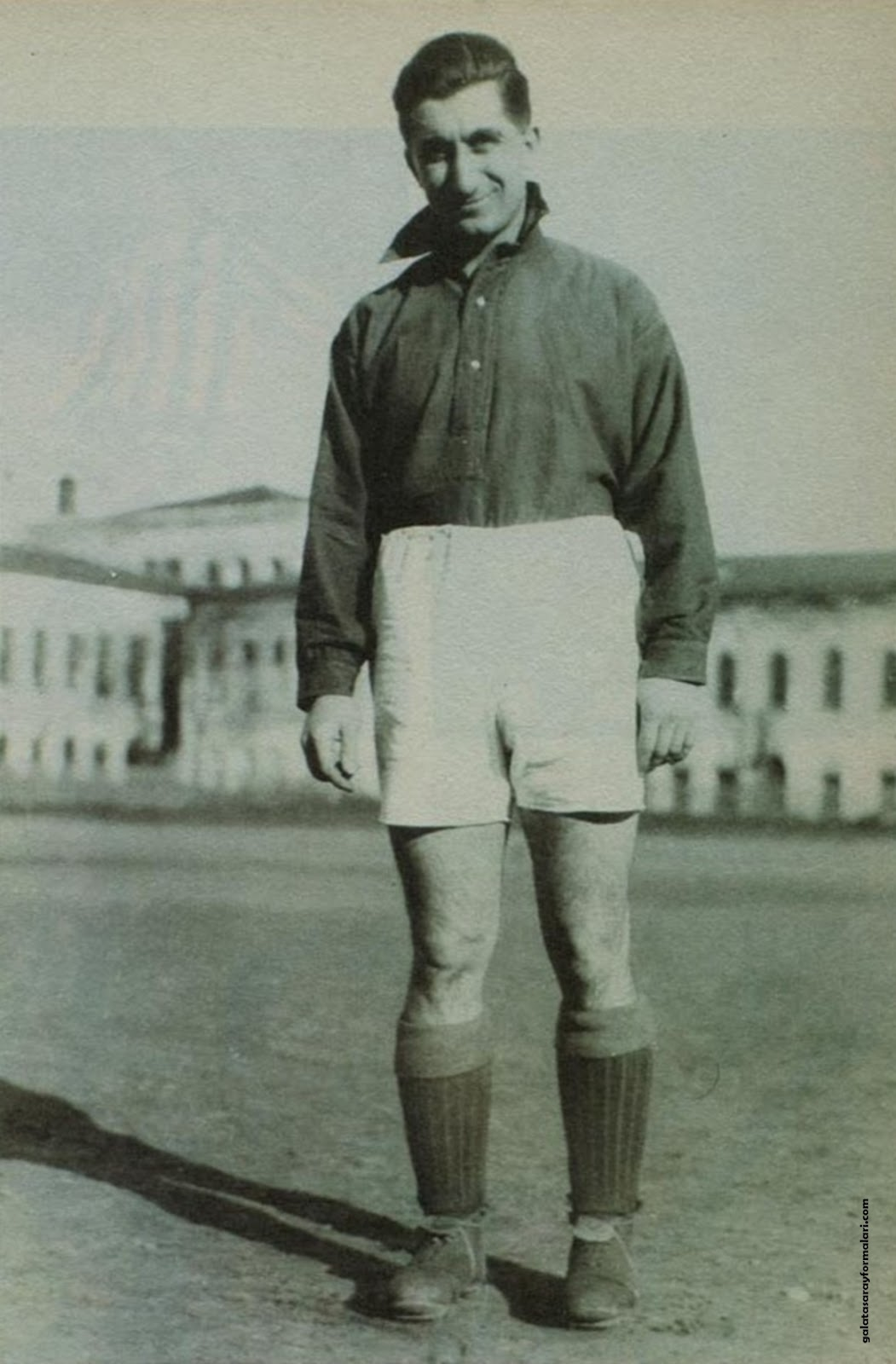
Aslan Nihat

Logo vanaf 1928 tot op heden

In de jaren 20 verruilt Ali Sami Yen het voorzitterschap van Galatasaray voor het voorzitterschap van de Turkse Voetbalbond. 
In 1924 wordt de Engelsman Billy Hunter aangesteld als trainer van Galatasaray en het Turkse Elftal. Hunter, die voorheen ook het Nederlands Elftal onder zijn hoede had, stond bekend om zijn aanvallende speelstijl. De aanpak van Hunter zou resulteren in 3 titels tussen 1924 en 1929. Tijdens deze periode werd ook een logo voor Galatasaray bedacht. Şevki Ege, oftewel 333 Şevki Ege (verwijzend naar zijn leerlingnummer op het lyceum) tekende een adelaar met een voetbal tussen zijn snavel. Dit logo sprak de leerlingen niet aan en werd terzijde geschoven. 74 Ayet Emin en zijn klasgenoot Şinasi Şahingiray gaven in 1923 een weekblad uit genaamd Kara Kedi (zwarte kat). Emin had in een van de edities op de voorpagina de Arabische letters Ghayn-Sin getekend, verwijzend naar de G van Galata en S van Saray. Zijn klasgenoot Şinasi was zo onder de indruk dat hij dit logo voorstelde als clublogo. Vanaf 1925 zou niet alleen de club het logo overnemen, ook het Lyceum zou de rode Ghayn (later G) en gele Sin (later S) overnemen en als embleem gebruiken.
Nihat Bedik, die vanaf 1916 twintig jaar voor Galatasaray was uitgekomen en acht jaar aanvoerder was, had vanwege zijn speelstijl en passie op het veld de bijnaam Aslan (de leeuw) gekregen van de supporters. In de loop van tijd werd Aslan niet alleen als bijnaam voor Nihat gebruikt, maar voor heel Galatasaray. Daarnaast had een andere speler Sabit Cinol tijdens zijn studie in Zwitserland ook gevoetbald bij Servette. Hier zou hij inspiratie vinden voor de clublied "RE RE RE RA RA RA GALATASARAY GALATASARAY CİM BOM BOM" wat tevens "CIM BOM BOM" als bijnaam zou opleveren.

### Jaren 30: de splitsing
In de jaren 30 barst de discussie binnen de club los over de rol van het lyceum binnen de voetbalclub. Een aantal voetballers die na een reis naar Zwitserland zien dat voetbal daar professioneel wordt gespeeld willen dit ook bij Galatasaray invoeren. Andere spelers die "liseliler" (lyceumers) werden genoemd verzetten zich hier heftig tegen. De 63 Galatasaray-spelers besluiten na een discussie zich van Galatasaray af te scheiden en een nieuwe club op te richten. De nieuwe club heet eerste instantie Geel-Rood maar zou later "Güneş" (zon) heten. Deze afscheiding zou een aderlating voor Galatasaray betekenen en wederom zou het jaren duren voordat Galatasaray weer op volle sterkte zou zijn. Güneş zou na een sterke start met meerdere kampioenschappen uiteindelijk in 1939 zichzelf opheffen.

### Jaren 40 & 50: professionalisering
De splitsing van de club had Galatasaray ernstig verzwakt. Alhoewel de spelers en supporters van Güneş zich weer herenigden met Galatasaray, zou de Tweede Wereldoorlog Galatasaray verder verzwakken en de club in een 'stille periode' duwen.
Geschrokken van de negatieve impact van de splitsing in de jaren 30 besluiten de bestuurders zich los te koppelen van het Lyceum. Men kiest voor drastische maatregelen zoals afscheid nemen van vele invloedrijke amateurvoetballers en men gaat actief op zoek naar profspelers die de ambitie van Galatasaray willen helpen waarmaken. Tevens wordt de legendarische oud-speler Gündüz Kılıç, ook wel Baba Gündüz  (Vader Gündüz, vanwege zijn invloed op andere spelers) als hoofdtrainer aangesteld. Naast Gündüz
zou een andere toekomstige clubicoon zich bij Galatasaray voegen: Metin Oktay. In 1955 verhuisde Metin Oktay van Izmirspor naar Galatasaray van trainer Gündüz Kılıç, waar hij een vijfjarig contract tekende. Met de transfer verdiende Oktay een Chevrolet. Ook in de İstanbul Profesyonel Ligi, waarin Galatasaray uitkwam, werd Oktay verschillende keren topscorer.
In 1958 kreeg Turkije een landelijke voetbalcompetitie, de Türkiye Birinci Ligi (later Süper Lig). Ook hierin werd Oktay drie jaar achtereen topscorer. Tijdens een derby tegen Fenerbahçe in 1959 scoorde hij een doelpunt, waarbij het net van het doel kapotscheurde. In seizoen 1961/62 kwam Oktay uit voor Palermo uit Italië. Een jaar later keerde hij weer terug bij Galatasaray, waar hij tot zijn afscheid van het topvoetbal in 1969 uitkwam. Met de club werd hij tien keer landskampioen van Turkije. Na zijn terugkeer in 1962 werd hij nog drie keer landelijk topscorer.
Van alle spelers die bij Galatasaray speelden of nog zouden spelen zou niemand Metin Oktay, de ongekroonde koning, qua populariteit en invloed op Galatasaray evenaren. De liefde tussen Galatasaray en Metin Oktay was wederzijds. Toen zijn verloofde bij Metin Oktay haar beklag deed over het feit dat hij zo veel tijd kwijt was aan Galatasaray en hem vervolgens de keuze gaf om tussen haar en Galatasaray kiezen, koos Oktay zonder te aarzelen voor Galatasaray.

### Jaren 60
Galatasaray nam voor het eerst deel aan Europese toernooien in het seizoen 1956/1957.
De club ging roemloos onderuit tegen Dinamo Boekarest. Een paar jaar later, in het seizoen 1962/1963, werd Dinamo Boekarest weer geloot. Dit keer ging Galatasaray wel door naar de volgende ronde. De club zou uiteindelijk de kwartfinale bereiken, waar AC Milan te sterk bleek. In 1967 nam de club afscheid van trainer Gündüz Kılıç. Hij was een icoon van Galatasaray en met 9 seizoenen de langstzittende trainer ooit bij de club. Met de club behaalde hij twee landskampioenschappen en won hij vier keer de nationale beker.

### Jaren 70
In de jaren 70 wordt Galatasaray in de seizoenen 1970-71 en 1971-72 kampioen van Turkije. In het seizoen 1972-1973 wordt Galatasaray kampioen in de competitie, wint het de Turkse beker en ook nog eens de Turkse supercup. Na deze successen behaalde de club in de jaren 70 geen goede resultaten meer. Zo werd de club wel nog 4× kwartfinalist in de Turkse beker, 2× finalist en won de beker ook nog eenmaal in 1975-1976. De club werd ook nog 2× tweede, maar in de jaren 70 dus geen kampioen meer in de Süper Lig.

### Jaren 80
In de jaren 80 was het lang stil rond de club. De club was lang geen kampioen geworden en succes in Europa bleef ook uit. Het bestuur stelde Jupp Derwall aan om daarin verandering te brengen. In 1987 werd de club na 14 jaar weer eens kampioen van Turkije. In het seizoen 1987-1988 werd Mustafa Denizli aangesteld als trainer, Galatasaray mocht meedoen in de Europacup I en strandde tegen PSV. Wel werd het landskampioenschap voor de tweede keer op rij binnengehaald. In het seizoen 1988-1989 kende de club een groot succes: Galatasaray bereikte de halve finale van de Europa Cup I, maar werd daar uitgeschakeld door Steaua Boekarest. De club werd ook nog in 1982 en 1985 winnaar van het Turkse beker.

### 1996-2000
In 1996 werd clubicoon Fatih Terim, die zijn hele leven lang voor Galatasaray had gespeeld, als trainer aangesteld. In vier jaar werd Galatasaray omgetoverd tot een grootmacht en versloeg clubs als Juventus, AC Milan, Barcelona, Arsenal en Real Madrid. In 2000 zorgde Galatasaray voor een mijlpaal voor het Turkse voetbal door als eerste Turkse club een Europese hoofdprijs te winnen. In dat jaar won het de UEFA Cup ten koste van Arsenal. Een aantal maanden later werd ook de UEFA Super Cup gewonnen door een overwinning op Real Madrid. Het was een onvergetelijk jaar voor een Galatasaray-fan. Miljoenen fans vierden feest in Istanboel en over de gehele wereld. Galatasaray werd landskampioen, won de Turkse beker, de UEFA Cup en in datzelfde jaar ook de UEFA Super Cup, waardoor ze in augustus 2000 de eerste plaats bereikte op de IFFHS-wereldranglijst voor clubs.

### 100-jarig bestaan
Het honderdste jaar brak aan en dit moest een mooi jaar worden voor de club. Fatih Terim nam rust en clublegende Gheorghe Hagi werd aangesteld als trainer. De club werd geen kampioen en liep ook de Champions League mis. Wel werd de finale van de Turkse beker gehaald. Hierin werd stadsgenoot en aartsrivaal Fenerbahçe met 5-1 verslagen.

### 2001-2010
Na het behalen van de UEFA Cup en UEFA Super Cup, vertrekken veel sterspelers (transfervrij) naar het buitenland waardoor Galatasaray sportief enorm verzwakt. Door de sportieve en financiële aderlating verkeert Galatasaray in financieel zwaar weer. Desondanks wordt er onder leiding van de Roemeen Lucescu in het seizoen 2001/02 de titel behaald. Alhoewel Galatasaray in 2005/06 met Eric Gerets en 2007/08 succesvol wordt in Turkije blijven successen in Europa uit. In 2009 wordt Frank Rijkaard aangesteld als hoofdtrainer, maar Rijkaard moet eind 2010 vanwege tegenvallende resultaten het veld ruimen voor Gheorghe Hagi.

### 2011-2013
Vanwege de slechte resultaten ontstaat er binnen Galatasaray een strijd tussen de voorzitter Adnan Polat en ontevreden leden. De leden krijgen uiteindelijk hun zin en er worden op 14 mei 2011 vervroegde verkiezingen gehouden. De verkiezingen worden met een recordaantal stemmen gewonnen door de miljardair Ünal Aysal.
Aysal belooft de supporters Galatasaray binnen 3 jaar terug te brengen naar de Europese Top. Een van zijn eerste daden als voorzitter was het aantrekken van Fatih Terim als hoofdtrainer. Omdat Aysal van mening is dat de selectie van Galatasaray onvoldoende kwaliteit heeft, wordt een groot aantal spelers verhuurd of verkocht. Aysal, met een geschat vermogen van 7 miljard euro, belooft niet met geld te strooien maar een gezonde organisatie neer te zetten, niet alleen op sportief niveau, maar ook op het gebied van merchandising en jeugdopleiding. De voorzitter contracteerde verder Fernando Muslera, Emmanuel Eboué, Johan Elmander, Tomáš Ujfaluši, Felipe Melo en Selçuk İnan. Na een stroef begin slaagt Terim erin om met de vele nieuwelingen een succesvolle formatie te smeden. Verder stromen voor het eerst in jaren maar liefst 3 jeugdspelers door naar het eerste elftal. De reguliere competitie sloot Galatasaray af als koploper, maar vanwege de nieuwe opzet van de competitie diende er nog een play-off gespeeld te worden om de definitieve kampioen te bepalen. De laatste wedstrijd van de play-off was tevens de beslissende en de meest beladen: uit bij Fenerbahçe. De wedstrijd eindigde uiteindelijk in 0-0, waardoor Galatasaray met 1 punt voorsprong op aartsrivaal Fenerbahçe, kampioen van Turkije werd. Het daaropvolgende seizoen stunt Galatasaray met transfers van Wesley Sneijder en Didier Drogba en behaalt het zelfs de kwartfinale van de Champions League, waarin ze na een memorabele 3-2 overwinning tegen Real Madrid alsnog uitgeschakeld werden. Op 5 mei 2013 verovert Galatasaray voor de 19e keer het kampioenschap van Turkije en mag zich hiermee recordhouder in Turkije noemen.

### 2013-2022
Fatih Terim krijgt een aanbieding om als interim-bondscoach Turkije naar het WK te loodsen. Hij krijgt toestemming van de clubleiding, op voorwaarde dat het maar tijdelijk is. Terim wenst langer bondscoach te zijn en hij wordt op staande voet ontslagen. Een week later wordt zijn opvolger bekendgemaakt, Roberto Mancini. De club haalde uitstekende resultaten in de Champions League, met onder andere een 1-0-overwinning op Juventus. In de competitie liep het daarentegen wat minder, want Fenerbahçe stond op kop met grote voorsprong. Galatasaray sloot het seizoen af met een Turkse beker en een tweede plaats, op 9 punten na van Fenerbahçe en Mancini nam ontslag.
In 2014 werd Cesare Prandelli aangesteld als hoofdtrainer. Tot ongenoegen van de supporters die liever een aanvallend ingestelde trainer wilden. Na een mislukte Champions League-campagne werd Prandelli ontslagen. Ook voorzitter Unal Aysal trad af.  Het interim-bestuur benoemde al snel assistent-bondscoach Hamza Hamzaoğlu tot hoofdcoach. Hamzaoğlu slaagde erin om met zijn formatie, onder leiding van Wesley Sneijder, zowel de beker als de landstitel in wacht te slepen. Ondanks een uiterst succesvolle start wist Hamzaoğlu in zijn tweede seizoen de stijgende lijn niet door te zetten. Als gevolg hiervan werd hij eind 2015 vervangen door Mustafa Denizli.
Denizli behaalde geen grote successen. Galatasaray bleef dwalen en de coach vertrok. Drie wedstrijden later kwam Jan Olde Riekerink als trainer ad-interim. Al was het een moeilijke klus om dat seizoen Galatasaray terug recht te zetten, wist Riekerink wist toch als interim-trainer twee bekers te veroveren in 4 maanden tijd (Turkse beker en Turkse supercup). Deze finales werden alle twee tegen aartsrivalen gespeeld, waarvan de Turkse beker tegen Fenerbahçe (1-0 winst) en de Turkse Supercup tegen Beşiktaş, die met 3-0 werd gewonnen met een strafschoppenreeks. Na deze successen werd Riekerink ook een publiekslieveling en sleepte hij een contractverlenging in de wacht. Zo werd voor het seizoen 2016-2017 Riekerink als hoofdcoach aangesteld en begon direct met een denderende start aan het seizoen. Halverwege het seizoen 2016-2017 werd Riekerink na een reeks slechte resultaten ontslagen. Op 15 februari 2017 werd Igor Tudor aangesteld als hoofdcoach van Galatasaray. Na het vertrek van Sneijder werden Tudor en vooral voorzitter Dursun Özbek persona non grata en zo werd de Kroaat halverwege het seizoen 2017/18 ontslagen. Ook voorzitter Dursun Özbek moest het ontgelden; hij werd afgezet en vervangen door Mustafa Cengiz. Veteraan-coach en clubicoon Fatih Terim werd aangesteld.
In datzelfde seizoen sleepte Galatasaray onder leiding van Terim op de laatste speeldag van de Turkse competitie de landstitel in de wacht. Galatasaray, met de Nederlandse verdedigende middenvelder Ryan Donk in de gelederen, won op zaterdag 19 mei 2018 met 1-0 van en bij Göztepe en verzekerde zich daarmee van de 21ste landstitel in de clubgeschiedenis. De Fransman Bafétimbi Gomis benutte in de 66ste minuut een strafschop voor Galatasaray, dat minimaal gelijk moest spelen om de titel veilig te stellen.
Exact een jaar later, op 19 mei 2019, werd na een 2-1 wist op directe concurrent Başakşehir het kampioenschap voor seizoen 2018/2019 veiliggesteld. In het seizoen 2019/20 eindigde de club op een teleurstellende 6e plaats. Vanwege de Europese uitsluiting van Trabzonspor mocht Galatasaray in het seizoen 2020/21 echter alsnog instromen in de tweede kwalificatieronde van de Europa League.
Hoewel Beşiktaş enkele weken voor het einde van het seizoen 2020/21 zeker leek van het kampioenschap, werd het ze toch moeilijk gemaakt door een enorme inhaalslag van Galatasaray, dat uiteindelijk na de laatste speelronde achter Beşiktaş eindigde, omdat het twee doelpunten minder had gescoord.
Na het seizoen werd Burak Elmas de nieuwe clubvoorzitter. In tegenstelling tot voorafgaande jaren werden vooral jongere spelers binnengehaald. Van de 11 nieuwe spelers waren er maar drie ouder dan 24 jaar. In het seizoen 2021/22 werd de groepsfase van de UEFA Europa League afgerond met de eerste plaats. Dit lukte de club slechts één keer eerder, namelijk in het seizoen 2009/10.
In de nationale competitie eindigde Galatasaray als 13e, het slechtste eindresultaat in de clubgeschiedenis. In de bekercompetitie werd het uitgeschakeld door Denizlispor, dat uitkomt op een lager niveau. Midden in het seizoen werd clubicoon Fatih Terim en zijn assistenten weggestuurd en opgevolgd door een Spaanse staf onder leiding van Domenèc Torrent. Het enige lichtpuntje van het seizoen was het succes in Europa, waar een einde aan kwam toen het tegen FC Barcelona werd uitgeschakeld. Richting het einde van het seizoen werd bij een ledenstemming geen decharge verleend aan voorzitter Elmas, wat gelijk staat aan een motie van wantrouwen. Elmas riep nieuwe verkiezingen uit en maakte bekend zich niet kandidaat te stellen.  

### 2022-heden: Heropleving onder Okan Buruk
Voorafgaand aan het seizoen 2022/23 werd Dursun Özbek verkozen tot voorzitter van Galatasaray SK. Een belangrijke spil in zijn bestuur werd Erden Timur, die jarenlang als sponsor nauw betrokken was bij de club en onder Özbek de functie van vicevoorzitter bekleedde. Özbek kwam zijn verkiezingsbelofte na door afscheid te nemen van de toenmalige trainer Domenèc Torrent, die werd opgevolgd door voormalig Galatasaray-speler Okan Buruk.
Onder leiding van Timur werden diverse prominente spelers aangetrokken om de sportieve malaise van de voorgaande seizoenen achter zich te laten. Onder anderen Mauro Icardi, Juan Mata en Dries Mertens versterkten de selectie. De club kende een succesvol seizoen, waarin een recordreeks van 14 opeenvolgende overwinningen werd geboekt in de Süper Lig. Op 30 mei 2023 kroonde Galatasaray zich tot landskampioen voor de 23e keer in de clubgeschiedenis, waarmee tevens een hernieuwde kans werd gecreëerd op deelname aan de lucratieve UEFA Champions League.
In het seizoen 2023/24 overtrof Galatasaray zichzelf met een nieuwe zegereeks van 17 wedstrijden, waarmee het record van het jaar ervoor werd verbroken. Op 27 mei 2024 veroverde de club haar 24e landstitel. Individuele spelers blonken uit in de competitie: Mauro Icardi werd topscorer, Dries Mertens leidde in het aantal assists, en Fernando Muslera had de meeste clean sheets. Kort na het behaalde kampioenschap maakte Erden Timur zijn terugtreden uit het bestuur bekend, waarmee een succesvol tijdperk ten einde kwam.
Op 14 mei 2025 won Galatasaray voor de 19e keer de Turkse nationale beker. Enkele dagen later werd de voorsprong op aartsrivaal Fenerbahçe uitgebreid tot acht punten na een overtuigende 3-0 overwinning, met nog slechts twee wedstrijden te gaan. Hiermee verzekerde de club zich voortijdig van de 25e landstitel in haar geschiedenis.
Een belangrijke rol in dit succes was weggelegd voor huurling Victor Osimhen, die in afwezigheid van de langdurig geblesseerde Mauro Icardi de aanval leidde en Galatasaray in cruciale fases op sleeptouw nam.

#### Toonaangevende transfers
In de zomer van 2024 werd Gabriel Sara binnengehaald voor een transfersom van 20 miljoen euro, die daarmee de duurste aangekochte voetballer werd in de clubgeschiedenis. Het oude record stond op naam van Mário Jardel, voor wie 15 miljoen euro werd betaald in het jaar 2000. Ook stuntte de club met de (huur)transfer van superspits Victor Osimhen, die met zijn waarde van 100 miljoen euro de meest waardevolle verhuurde voetballer in de wereldgeschiedenis werd. Ook werd Osimhen met verre afstand de meest waardevolle speler die kwam te spelen in Turkije en brak eveneens een record dat nog op naam stond van Jardel. Osimhen werd de buitenlander met de meeste doelpunten in één seizoen bij een Turkse voetbalclub.

## Erelijst

### Officiële toernooien
| Internationaal         |     | |
| UEFA Cup               | 1×  | 2000 |
| UEFA Super Cup         | 1×  | 2000 |
| Nationaal              |     | |
| Millî Lig / Süper Lig  | 25× | 1962, 1963, 1969, 1971, 1972, 1973, 1987, 1988, 1993, 1994, 1997, 1998, 1999, 2000, 2002, 2006, 2008, 2012, 2013, 2015, 2018, 2019, 2023, 2024, 2025 |
| Türkiye Kupası         | 19× | 1963, 1964, 1965, 1966, 1973, 1976, 1982, 1985, 1991, 1993, 1996, 1999, 2000, 2005, 2014, 2015, 2016, 2019, 2025                                     |
| Süper Kupa             | 17× | 1966, 1969, 1972, 1982, 1987, 1988, 1991, 1993, 1996, 1997, 2008, 2012, 2013, 2015, 2016, 2019, 2023                                                 |
| Millî Küme             | 1×  | 1939 |
| Başbakanlık Kupası     | 5×  | 1975, 1979, 1986, 1990, 1995 |
| Regionaal              |     | |
| İstanbul Futbol Ligi   | 15× | 1909, 1910, 1911, 1915, 1916, 1922, 1925, 1926, 1927, 1929, 1931, 1949, 1955, 1956, 1958                                                             |
| İstanbul Futbol Kupası | 2×  | 1942, 1943 |
| İstanbul Şildi         | 1×  | 1933 |

### Vriendschappelijke toernooien
| Competitie   | Aantal | Jaren |
| ------------ | ------ | ----- |
| Emirates Cup | 1×     | 2013  |
| Antalya Cup  | 1×     | 2014  |
| Uhrencup     | 1×     | 2016  |

## Clubcultuur

### Supporters
Galatasaray SK heeft supportersverenigingen over de hele wereld en deze worden overkoepeld door "ultrAslan" (van ultra = fanatiek supporter, + aslan = leeuw). Deze overkoepelende apolitieke groep werd in 2001 opgericht. Hun symbool is een speciaal ontworpen leeuw, en hun naam wordt altijd geschreven in hetzelfde lettertype op shirts en truien. Sinds 2003 werd UltrAslan een gedeponeerd handelsmerk en verkoopt het diverse fanproducten.
Ook ultrAslan-UNI werd gelanceerd voor de fans in de Turkse universiteiten, meestal gemaakt van hogeschool-studenten. UltrAslan-Europa, die werd opgericht in 2004, heeft de coördinatoren in een aantal Europese landen. Andere groepen zijn UA-Amerika, UA-Azië, UA-Afrika en UA-Australië.

### Rivaliteit

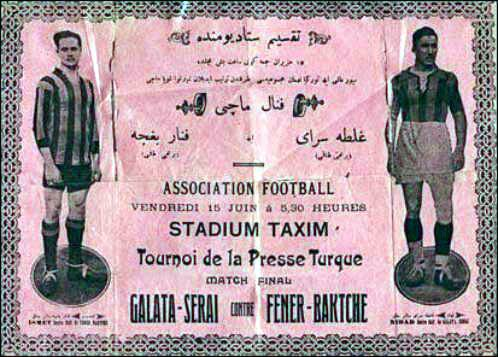
Ticket uit 1923

De drie grote clubs van Istanbul, Beşiktaş JK, Fenerbahçe SK en Galatasaray SK hebben een lange geschiedenis van rivaliteit met elkaar. Er is geen verschil gebaseerd op religie of klasse tussen de fans maar elke match produceert haar eigen drama. De derby tegen Fenerbahce wordt in Turkije gezien als dé grootste voetbalderby ter wereld. De spanning rondom de wedstrijd wordt weken voor de wedstrijd opgedreven door de media en fanatieke fans. De wedstrijden worden regelmatig overschaduwd door geweld rond het stadion en veel opstootjes op het veld. Veel trainers hebben hun contract ontbonden zien worden na een verloren derby of juist voor eeuwig een plek veroverd in de harten van de fans. Een van deze trainers is Graeme Souness. Na de gewonnen finale van de Turkse Beker tegen Fenerbahçe plantte Souness de geel-rode vlag van Galatasaray op de middenstip van het Fenerbahçe stadion die hem de naam "Ulubatli Souness" bezorgde. Deze naam verwijst naar"Ulubatli Hasan" (Hasan uit Ulubat), die als soldaat van Sultan Mehmed II de vlag van het Ottomaanse Rijk in Constantinopel plantte om de uiteindelijke verovering van Constantinopel te bevestigen. Door deze actie maakte Souness zich onsterfelijk voor de supporters van Galatasaray. 

### Overige

#### Galatasaray Lyceum en Universiteit

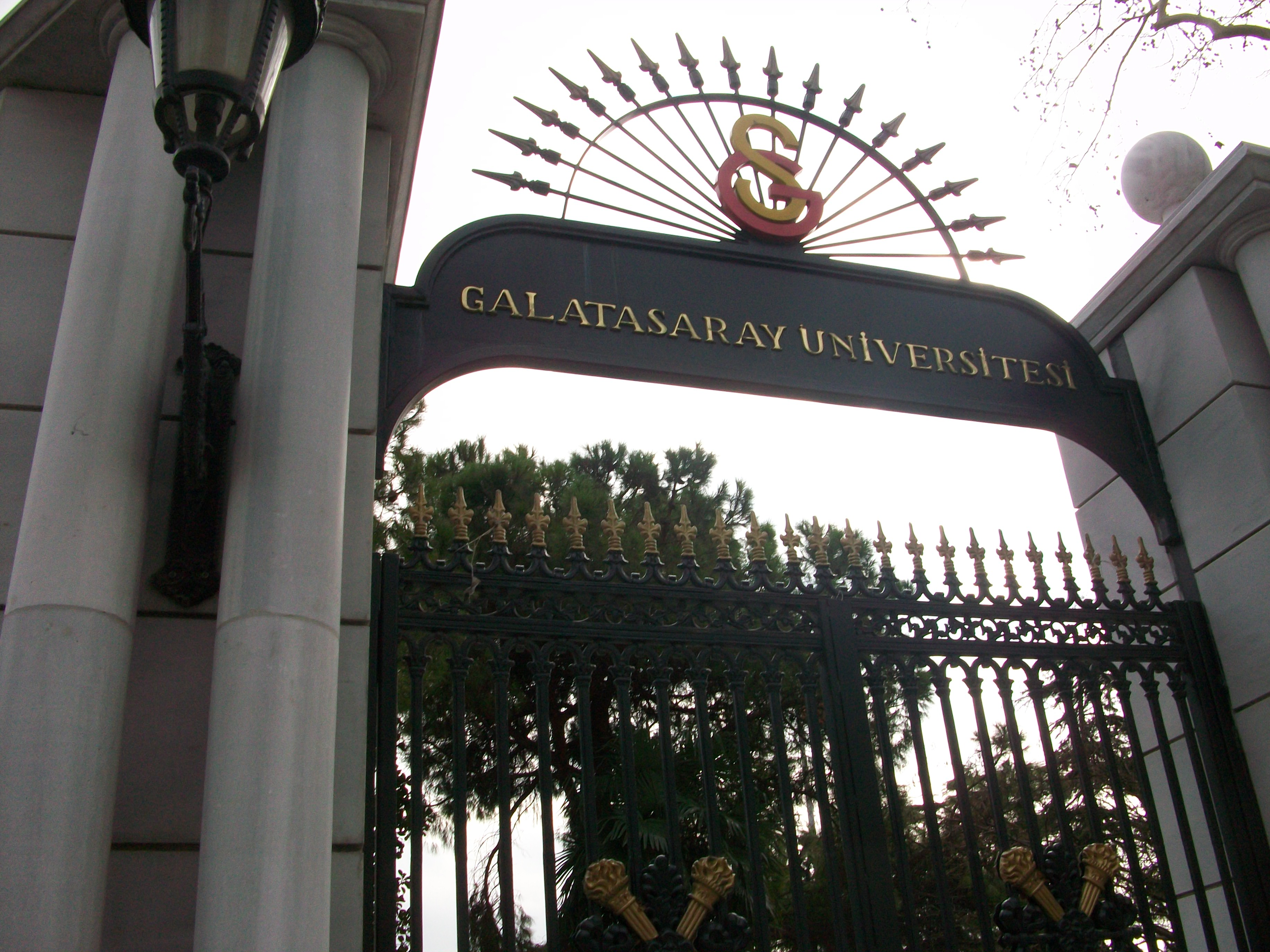
Ingang Galatasaray Universiteit

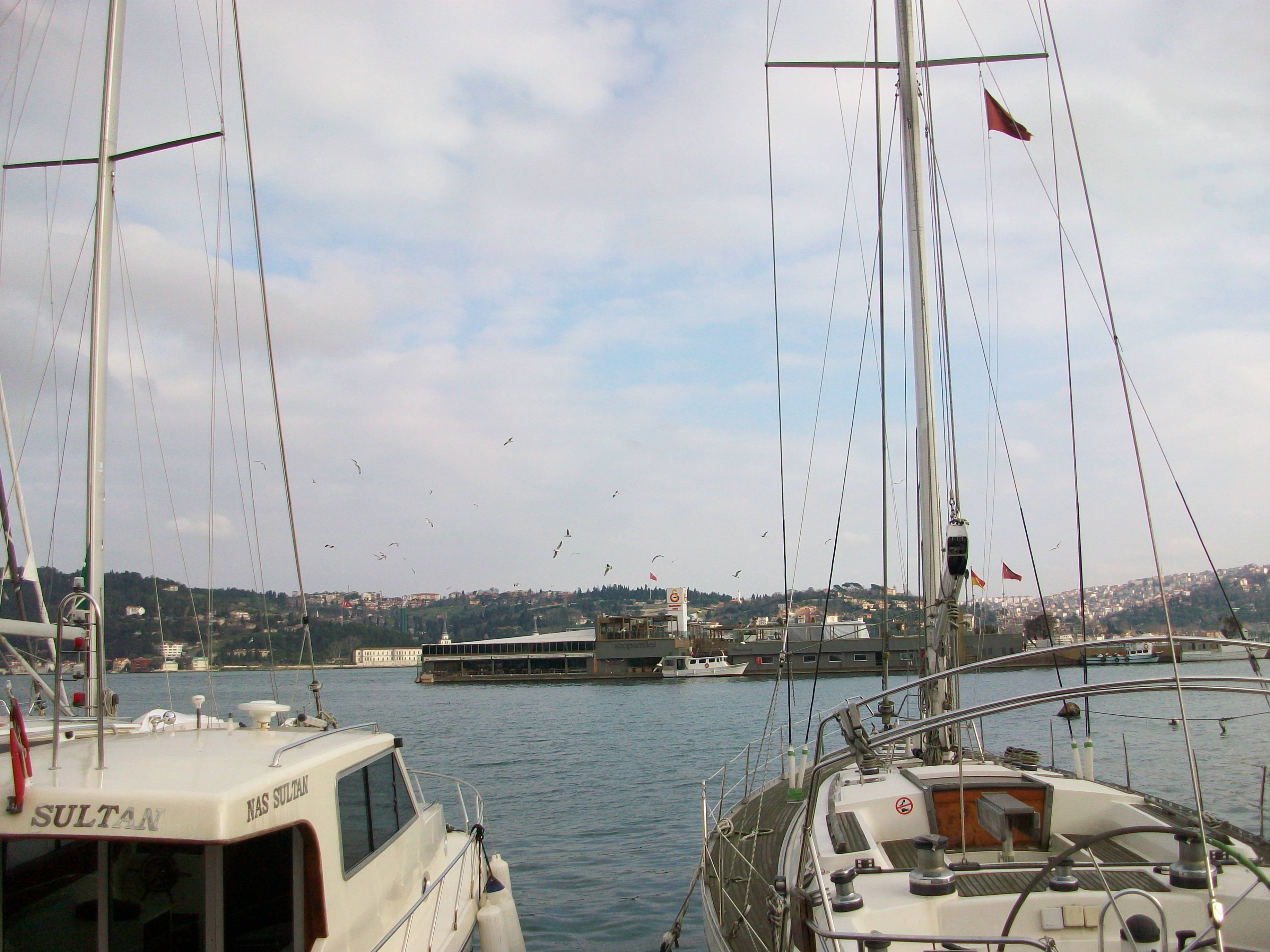
Galatasaray Eiland

Het lyceum van Galatasaray, opgericht in 1481, is na de Universiteit van Istanboel opgericht in 1453, een van de oudste onderwijsinstellingen ter wereld. De voetbalclub heeft altijd een hechte band met het lyceum vanwege het feit dat de oprichters van de voetbalclub allen aan het lyceum studeerden. Bestuurders en belangrijke leden zijn vaak Alumni. Deze Alumni worden "Liseliler" genoemd en hebben veel macht binnen de ledengroep en bestuur. Alhoewel de club tegenwoordig onder alle lagen van de bevolking veel fans heeft, werd de club in het verleden als de club van de elite gezien.

#### Galatasaray TV
Galatasaray TV (GSTV) is de televisiezender van de voetbalclub. De zender is actief sinds 15 januari 2007. De zender zendt 24 uur nieuws en analyses over de club, interviews en trainingsbeelden uit.

#### Galatasaray Eiland
De club is eigenaar van een klein eiland in de Bosporus in Istanbul, het Galatasaray eiland (Turks: Galatasaray Adasi, Kuruçeşme Adasi). Het dient sinds medio 2007 als een entertainment- en recreatiecentrum. In 2017 werd het eiland gesloopt, omdat er bouwwerken op zouden zijn in strijd met de bouwregels. Het bestuur van Galatasaray kondigde aan nieuwe bouwwerken te bouwen op het eiland conform de bouwregels.
In juli 2022 werd het eiland heropend. Op 3 september 2022 werd het eiland beschoten met een vuurwapen. Volgens onderzoek een dag later bleek dit om een verdwaalde kogel te gaan.

## Stadion

### Ali Sami Yen Spor Kompleksi Rams Park

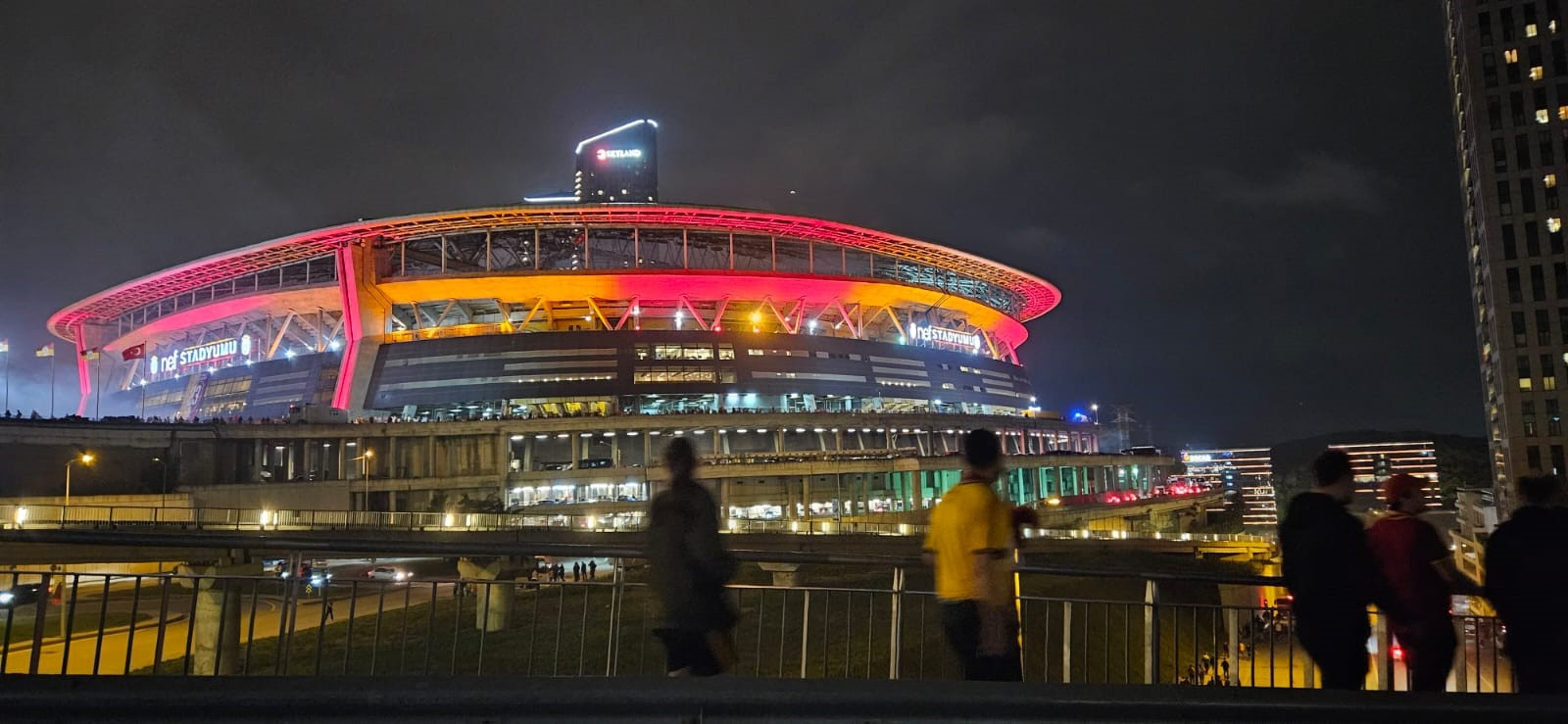
Ali Sami Yen Spor Kompleksi

Het stadion van Galatasaray is sinds 2011 het Rams Park en ligt in de wijk Seyrantepe in Istanbul. De locatie van het stadion is na de komst van Galatasaray omgedoopt tot 'Aslantepe' dat letterlijk Leeuwenheuvel betekent. Het stadion heeft een capaciteit van 52.650 zitplaatsen.

## Trainingscomplex

### Galatasaray Kemerburgaz Trainings Complex
Sinds april 2025 is Galatasaray SK gevestigd in het nieuwe Galatasaray Training Complex in Kemerburgaz, een ultramodern sport- en trainingscentrum in het noordwesten van Istanbul. Het complex is ontworpen om te voldoen aan de hoogste standaarden in het professionele voetbal en dient als nieuwe hoofdlocatie voor zowel het eerste elftal als de jeugdopleiding van de club.
De bouw van het trainingscomplex, gelegen op een terrein van ruim 500.000 vierkante meter, begon in 2022. De officiële oplevering vond plaats in maart 2025, waarna de club in april het nieuwe terrein in gebruik nam. Het complex beschikt over meerdere trainingsvelden, een revalidatie- en medisch centrum, een fitnesszone, videoanalysefaciliteiten, verblijfsaccommodaties voor jeugdspelers en kantoren voor technische en administratieve staf.
Met de ingebruikname van het nieuwe complex in Kemerburgaz is het voormalige trainingscentrum in Florya, gelegen in de prestigieuze wijk Bakırköy, vrijgekomen voor herontwikkeling. Op deze locatie zal een luxe woonwijk verrijzen. Galatasaray verwacht uit deze vastgoedontwikkeling een aanzienlijke financiële opbrengst van naar schatting 300 miljoen euro, wat een belangrijke economische impuls betekent voor de club.
Het nieuwe trainingscentrum in Kemerburgaz onderstreept Galatasaray’s ambitie om zowel nationaal als internationaal een toonaangevende voetbalclub te blijven. De faciliteiten zijn specifiek ontworpen om bij te dragen aan de fysieke en mentale ontwikkeling van spelers, met bijzondere aandacht voor de doorstroming van jeugdtalent naar het eerste elftal.

## Organisatie

### Samenwerkingsverbanden
- Niğde Anadolu FK[9]
- FK Qarabağ[10]
- Olympic Club Charleroi[11]

## Selectie

### Selectie 2025/26
| Nr.           | Nat.                | Naam                | Geb. datum | Sinds | Contract | Vorige club             |
| ------------- | ------------------- | ------------------- | ---------- | ----- | -------- | ----------------------- |
| Doelmannen    |                     |                     |            |       |          |                         |
| 19            | Vlag van Turkije    | Günay Güvenç        | 25-06-1991 | 2023  | 2028     | Gaziantep FK            |
| 50            | Vlag van Turkije    | Jankat Yılmaz       | 16-08-2004 | 2022  | 2027     | Eigen jeugd             |
| Verdedigers   |                     |                     |            |       |          |                         |
| 4             | Vlag van Senegal    | Ismail Jakobs       | 17-08-1999 | 2024  | 2029     | AS Monaco               |
| 6             | Vlag van Colombia   | Davinson Sánchez    | 12-06-1996 | 2023  | 2027     | Tottenham Hotspur       |
| 17            | Vlag van Turkije    | Eren Elmalı         | 07-07-2000 | 2025  | 2028     | Trabzonspor             |
| 23            | Vlag van Turkije    | Kaan Ayhan          | 10-11-1994 | 2023  | 2028     | Sassuolo                |
| 24            | Vlag van Denemarken | Elias Jelert        | 12-06-2003 | 2024  | 2029     | FC Kopenhagen           |
| 26            | Vlag van Colombia   | Carlos Cuesta       | 09-03-1999 | 2025  | 2028     | KRC Genk                |
| 42            | Vlag van Turkije    | Abdülkerim Bardakcı | 07-09-1994 | 2022  | 2027     | Konyaspor               |
| 90            | Vlag van Turkije    | Metehan Baltacı     | 03-11-2002 | 2021  | 2028     | Eigen jeugd             |
| 91            | Vlag van Turkije    | Arda Ünyay          | 18-01-2007 | 2025  | 2028     | Ankaragücü              |
| Middenvelders |                     |                     |            |       |          |                         |
| 5             | Vlag van Turkije    | Eyüp Aydın          | 02-07-2004 | 2023  | 2027     | Bayern München II       |
| 8             | Vlag van Brazilië   | Gabriel Sara        | 26-06-1999 | 2024  | 2029     | Norwich City            |
| 18            | Vlag van Turkije    | Berkan Kutlu        | 25-01-1998 | 2021  | 2026     | Alanyaspor              |
| 34            | Vlag van Uruguay    | Lucas Torreira      | 11-02-1996 | 2022  | 2028     | Arsenal                 |
| 83            | Vlag van Turkije    | Efe Akman           | 20-03-2006 | 2023  | 2028     | Eigen jeugd             |
| 99            | Vlag van Gabon      | Mario Lemina        | 01-09-1993 | 2025  | 2026     | Wolverhampton Wanderers |
| Aanvallers    |                     |                     |            |       |          |                         |
| 7             | Vlag van Hongarije  | Roland Sallai       | 22-02-1997 | 2024  | 2028     | SC Freiburg             |
| 9             | Vlag van Argentinië | Mauro Icardi        | 19-02-1993 | 2023  | 2026     | Paris Saint-Germain     |
| 10            | Vlag van Duitsland  | Leroy Sané          | 11-01-1996 | 2025  | 2028     | Bayern München          |
| 11            | Vlag van Turkije    | Yunus Akgün         | 07-07-2000 | 2018  | 2029     | Eigen jeugd             |
| 21            | Vlag van Turkije    | Ahmed Kutucu        | 01-03-2000 | 2025  | 2028     | Eyüpspor                |
| 22            | Vlag van Italië     | Nicolò Zaniolo      | 02-07-1999 | 2023  | 2027     | AS Roma                 |
| 30            | Vlag van Oostenrijk | Yusuf Demir         | 02-06-2003 | 2024  | 2026     | Rapid Wien              |
| 45            | Vlag van Nigeria    | Victor Osimhen      | 29-12-1998 | 2025  | 2029     | SSC Napoli              |
| 53            | Vlag van Turkije    | Barış Alper Yılmaz  | 23-05-2000 | 2021  | 2028     | Ankara Keçiörengücü     |

### Jeugdspelers met rugnummers voor het eerste elftal
| Nr.           | Naam               |
| ------------- | ------------------ |
| Doelmannen    |                    |
| 12            | Batuhan Ahmet Şen  |
| 70            | Enes Büyük         |
| Verdedigers   |                    |
| 48            | Eren Paşahan       |
| 65            | Kadir Subaşı       |
| 75            | Arda Hacısalihoğlu |
| 81            | Ali Turap Bülbül   |
| Middenvelders |                    |
| 36            | Gökdeniz Gürpüz    |
| 51            | İsa Halidi         |
| 57            | Eren Paşahan       |
| 60            | Berk Kızıldemir    |
| 62            | Taha Cebeci        |
| 64            | Berat Yılmaz       |
| 66            | Ayaz Yükseloğlu    |
| 71            | Efe Eriş           |
| 75            | Dağhan Kahraman    |
|               | Berat Yılmaz       |
| Aanvallers    |                    |
| 72            | Çağrı Balta        |
| 67            | Berat Luş          |
|               | Ali Efe Çördek     |
|               | Eren Aydın         |
|               | Sıraçhan Nas       |

### Verhuurde spelers
| Nat.               | Naam                  | Aan             | Verhuurd tot    |
| ------------------ | --------------------- | --------------- | --------------- |
| Vlag van Ivoorkust | Wilfried Zaha         | Charlotte       | 1 juli 2026     |
| Vlag van Polen     | Przemysław Frankowski | RC Lens         | 1 juli 2026     |
| Vlag van Turkije   | Ali Yeşilyurt         | Zimbru Chisinau | 21 januari 2026 |
| Vlag van Turkije   | Halil Dervişoğlu      | Çaykur Rizespor | 1 juli 2026     |
| Vlag van Turkije   | Yalın Dilek           | First Vienna    | 1 juli 2026     |

### Staf
| Naam                | Nationaliteit | Functie           | Sinds | Vorige club         |
| ------------------- | ------------- | ----------------- | ----- | ------------------- |
| Technische Staf     |               |                   |       |                     |
| Okan Buruk          | Turkije       | Hoofdtrainer      | 2022  | Istanbul Başakşehir |
| İrfan Saraloğlu     | Turkije       | Assistent-trainer | 2022  | Istanbul Başakşehir |
| Ismael Garcia Gomez | Spanje        | Assistent-trainer | 2022  | Udinese             |
| Fadıl Koşutan       | Turkije       | Keeperstrainer    | 2013  |                     |

Laatste update: 3 augustus 2023

## Competitieresultaten (1959–2025)
Vanwege een beveiligingsprobleem met de MediaWiki Graph-software is het momenteel niet mogelijk deze grafiek weer te geven. Zodra de software is bijgewerkt zal de grafiek vanzelf weer zichtbaar worden. 1e plaatsen zijn in geel weergegeven. Alle andere posities staan in rood. Lagere posities (bijv. 8e, 13e) staan hoger in de grafiek.

### In Europa
Galatasaray SK speelt sinds 1956 in diverse Europese competities. Hieronder staan de competities en in welke seizoenen de club deelnam. Vet gedrukt staan de edities die zijn gewonnen door Galatasaray.
- Champions League (21x)

1993/94, 1994/95, 1997/98, 1998/99, 1999/00, 2000/01, 2001/02, 2002/03, 2003/04, 2006/07, 2008/09, 2012/13, 2013/14, 2014/15, 2015/16, 2018/19, 2019/20, 2021/22, 2023/24, 2024/25, 2025/26
- Europacup I (9x)

1956/57, 1962/63, 1963/64, 1969/70, 1971/72, 1972/73, 1973/74, 1987/88, 1988/89
- Europa League (8x)

2009/10, 2010/11, 2015/16, 2017/18, 2018/19, 2020/21, 2021/22, 2023/24
- UEFA Super Cup (1x)

2000
- Europacup II (8x)

1964/65, 1965/66, 1966/67, 1976/77, 1982/83, 1985/86, 1991/92, 1996/97
- UEFA Cup (12x)

1975/76, 1978/79, 1979/80, 1986/87, 1989/90, 1992/93, 1995/96, 1999/00, 2003/04, 2005/06, 2007/08, 2008/09

### Topscorers
| Naam            | Seizoen   | Goals    |
| --------------- | --------- | -------- |
| Metin Oktay     | 1959      | 11 goals |
| Metin Oktay     | 1959-1960 | 33 goals |
| Metin Oktay     | 1960-1961 | 36 goals |
| Metin Oktay     | 1962-1963 | 38 goals |
| Metin Oktay     | 1964-1965 | 17 goals |
| Metin Oktay     | 1968-1969 | 17 goals |
| Tarik Hodžić    | 1983-1984 | 16 goals |
| Tanju Çolak     | 1987-1988 | 39 goals |
| Tanju Çolak     | 1990-1991 | 31 goals |
| Hakan Şükür     | 1996-1997 | 38 goals |
| Hakan Şükür     | 1997-1998 | 32 goals |
| Hakan Şükür     | 1998-1999 | 19 goals |
| Arif Erdem      | 2001-2002 | 21 goals |
| Milan Baroš     | 2008-2009 | 20 goals |
| Burak Yılmaz    | 2012-2013 | 24 goals |
| Bafétimbi Gomis | 2017-2018 | 33 goals |
| Mbaye Diagne    | 2018-2019 | 30 goals |
| Mauro Icardi    | 2023-2024 | 25 goals |
| Victor Osimhen  | 2024-2025 | 26 goals |

### Aanvoerders
| Periode   | Naam             |
| --------- | ---------------- |
| 1994–2000 | Tugay Kerimoğlu  |
| 2000–2005 | Bülent Korkmaz   |
| 2005–2008 | Hakan Şükür      |
| 2008–2009 | Ümit Karan       |
| 2009–2011 | Arda Turan       |
| 2011–2012 | Sabri Sarioglu   |
| 2012–2019 | Selçuk İnan      |
| 2019–2025 | Fernando Muslera |
| 2025–     | Mauro Icardi     |

### Meest gespeeld
| #   | Naam             | Jaar                          | Wedstrijden | Goals |
| --- | ---------------- | ----------------------------- | ----------- | ----- |
| 1.  | Bülent Korkmaz   | 1984–2005                     | 588         | 18    |
| 2.  | Fernando Muslera | 2011–2025                     | 551         | 2     |
| 3.  | Hakan Şükür      | 1992–1995 1995–2000 2003–2008 | 539         | 288   |
| 4.  | Arif Erdem       | 1991-2000 2000-2005           | 485         | 133   |
| 5.  | Sabri Sarıoğlu   | 2001-2017                     | 479         | 24    |
| 6.  | Ergün Penbe      | 1994-2007                     | 428         | 13    |
| 7.  | Metin Oktay      | 1955–1961 1962–1969           | 403         | 388   |
| 8.  | Tugay Kerimoğlu  | 1987-1999                     | 387         | 40    |
| 9.  | Hasan Şaş        | 1998-2009                     | 354         | 37    |
| 10. | Suat Kaya        | 1986–1987 1992–2003           | 345         | 40    |

Bijgewerkt tot en met 1 juli 2025.

### Topscorers alle tijden
| #   | Naam          | Wedstrijden | Goals | Ratio |
| --- | ------------- | ----------- | ----- | ----- |
| 1.  | Hakan Şükür   | 539         | 288   | 0,53  |
| 2.  | Arif Erdem    | 485         | 133   | 0,27  |
| 3.  | Tanju Çolak   | 146         | 132   | 0,90  |
| 4.  | Ümit Karan    | 238         | 98    | 0,41  |
| 5.  | Burak Yılmaz  | 141         | 82    | 0,58  |
| 6.  | Gheorghe Hagi | 192         | 72    | 0,38  |
| 7.  | Necati Ateş   | 140         | 66    | 0,47  |
| 8.  | Metin Oktay   | 75          | 63    | 0,84  |
| 9.  | Mauro Icardi  | 88          | 62    | 0,70  |
| 10. | Milan Baroš   | 116         | 61    | 0,53  |

Bijgewerkt tot en met 17 augustus 2025.

## Bekende (oud-)Cim Bom

### Voorzitters
Galatasaray heeft sinds de oprichting 39 verschillende voorzitters gehad. De eerste voorzitter was de oprichter Ali Sami Yen. Sinds 2022 is Dursun Özbek voorzitter van de club.

### Spelers
- Nordin Amrabat
- Ryan Babel
- Hakan Balta
- Milan Baroš
- Emre Belözoğlu
- Frank de Boer
- Okan Buruk
- Tanju Çolak
- Ümit Davala
- Kerem Demirbay
- Halil Dervişoğlu
- Ryan Donk
- Giovanni Dos Santos
- Didier Drogba
- Arif Erdem
- Radamel Falcao
- Gheorghe Hagi
- Mauro Icardi
- Selçuk İnan
- Nigel de Jong
- Hasan Kabze
- Umit Karan
- Suat Kaya
- Tugay Kerimoğlu
- Harry Kewell
- Bülent Korkmaz
- Juan Mata
- Felipe Melo
- Dries Mertens
- Fredrik Midtsjø
- Fernando Muslera
- Metin Oktay
- Ergün Penbe
- Franck Ribéry
- Ali Sami Yen
- Sabri Sarıoğlu
- Hasan Şaş
- Wesley Sneijder
- Hakan Şükür
- Claudio Taffarel
- Fatih Terim
- Mehmet Topal
- Lucas Torreira
- Arda Turan
- Hakan Ünsal
- Hakan Yakin
- Sergen Yalçın
- Burak Yılmaz
- Wilfried Zaha
- Nicolò Zaniolo

### Trainers
- Mustafa Denizli
- Eric Gerets
- Gündüz Kılıç
- Mircea Lucescu
- Roberto Mancini
- Coşkun Özarı
- Cesare Prandelli
- Frank Rijkaard
- Fatih Terim